# Фалей Халкидонский
Фалей Халкидонский (греч. Φαλέας ὁ Χαλκηδόνιος, предположительно V в. до н. э. — начало IV в. до н. э.) — древнегреческий мыслитель из Халкидона, теоретик идеального общественного устройства античного полиса.
Единственное сохранившееся упоминание о нём имеется в «Политике» Аристотеля.
Согласно «Политике» Аристотеля, Фалей Халкидонский — один из первых разработчиков теории идеального справедливого общественного строя. «Фалей Халкидонский первый сделал на этот счет такое предложение: земельная собственность у граждан (τὰς κτήσεις τῶν πολιτῶν) должна быть равной (ἴσας)» (Политика, II, 4, 1).